# Breinigerberg
Breinigerberg est un village d'environ 971 habitants dans l'arrondissement Kreis Aachen en Rhénanie-du-Nord-Westphalie en Allemagne.
Elle se situe juste à la frontière de la Belgique et des Pays-Bas. Au sud commence l'Eifel.
Il y est parlé un dialecte de la langue régionale francique ripuaire qui s'appelle Stolberjer Platt.